# Músculo isquiocavernoso
O músculo isquiocavernoso é um músculo do assoalho pélvico e desempenhando um papel importante na função sexual. Parte importante do sistema de suporte e função sexual.